# Gompholobium preissii
Gompholobium preissii är en ärtväxtart som beskrevs av Meissner. Gompholobium preissii ingår i släktet Gompholobium och familjen ärtväxter. Inga underarter finns listade i Catalogue of Life.